# Đô Lương (thị trấn)
Đô Lương là thị trấn huyện lỵ cũ của huyện Đô Lương cũ, tỉnh Nghệ An, Việt Nam.

## Địa lý
Thị trấn Đô Lương là trung tâm kinh tế chính trị của huyện Đô Lương, cửa ngõ phía tây nam tỉnh Nghệ An, có vị trí địa lý:
- Phía bắc giáp xã Tràng Sơn
- Phía Đông giáp xã Yên Sơn
- Phía Nam giáp xã Đà Sơn
- Phía Tây giáp xã Đặng Sơn.

Theo thống kê năm 2019, thị trấn có diện tích 2,31 km², dân số là 10.102 người, mật độ dân số đạt 4.373 người/km².
Thị trấn Đô Lương có diện tích 2,31 km², dân số năm 1999 là 8.148 người, mật độ dân số đạt 3.527 người/km².

## Hành chính
Thị trấn Đô Lương được chia thành 6 khối: 1, 2, 3, 4, 5, 7.

## Lịch sử
Xã Liên Sơn sáp nhập thị trấn Đô Lương vào tháng 6 năm 1990 theo Quyết định Chính phủ.

## Kinh tế
Với vị trí địa lý đó đã tạo cơ sở hạ tầng đảm bảo, có đủ  các điều kiện để phát triển kinh tế đa dạng Thương mãi, dịch vụ. Có làng nghề truyền thống bánh đa kẹo lạc hoạt động hiệu quả. Nhiều năm liền tốc độ tăng trưởng kinh tế ở mức cao so với toàn huyện, đời sống về vật chất tinh thần của nhân dân không ngừng được cải thiện, quốc phòng- an ninh được giữ vững, trong những năm qua phong trào chung được huyện đánh giá và xếp loại là đơn vị dẫn đầu của huyện.

## Giao thông
Thị trấn Đô Lương có 2 quốc lộ 7 và quốc lộ 46  giao nhau, có sông Lam đi qua, nơi khúc cong mà nhân dân thường gọi là  sông Lường.